# HD 147506
Désignations
HD 147506, aussi connue comme HAT-P-2, est une étoile de type spectral F8V située dans la constellation d'Hercule. Elle est distante de ∼ 418 a.l. (∼ 128 pc) du système solaire.

## Système planétaire
| Planète   | Masse            | Demi-grand axe (ua) | Période orbitale (jours) | Excentricité        | Inclinaison | Rayon |
| --------- | ---------------- | ------------------- | ------------------------ | ------------------- | ----------- | ----- |
| HAT-P-2 b | 8,74 (± 0,26) MJ | 0,520 ±0,010        | 5,633 47 ±0,000 006 1    | 0,517 1 (± 0,003 3) |             |       |

Une planète massive (8,7 MJ), appelée HAT-P-2 b, a été détectée en 2007.
Cette planète complète une révolution autour de son étoile tous les 5,63 jours, l'approchant jusqu'à 4,9 millions de km avant de s'en éloigner jusqu'à 15,4 millions de km sur une orbite très excentrique (e = 0,5).